# Sceloenopla mauliki
Sceloenopla mauliki es una especie de insecto coleóptero de la familia Chrysomelidae. Fue descrita científicamente en 1930 por Uhmann.